# 崔·頌
特里梅因·阿尔登·纳文逊（Tremaine Aldon Neverson，1984年11月28日—），以其艺名崔·頌知名，是美国创作型歌手、唱片制作人、演员。他的首张专辑《I Gotta Make It》面世于2005年，两年后，第二张专辑发售。第三、四张专辑则发行于2009年和2010年。

## 生平

### 1984–2004年：早年生活
崔·頌生于1984年11月28日美国弗吉尼亚州彼得斯堡，原名特里梅因·阿尔登·纳文逊。成长于军人家庭的崔·頌在童年时因为天性害羞，并没有人鼓励他发展音乐事业，他自己表示“演唱对我来说并不是一个现实，直到其他人开始注意到我的声音很好听”。他在1998年（14岁）时被发觉有演唱才能。在朋友、家人的鼓励下，尽管并不情愿，但他还是在高中时多次表演。2000年，在一个选秀活动中，音乐制作人特伊·泰勒（Troy Taylor）发现了崔·頌的才华，并为他争得2002年同大西洋唱片签约 。2002年，高中毕业的崔·頌为录制首张专辑搬到了新泽西，不过录制工作直到次年才开始。

### 2004–2006年：《I Gotta Make It》
2004年，在录制首张专辑的同时，崔·頌以“弗吉尼亚王子”（Prince of Virginia）的艺名发布了多张混音带。其中一张混音带中收录了一首名为“Open the Closet”的歌，是为回应劳·凯利的“Trapped in the Closet”而做。这首歌曲给崔·頌带来了一些负面影响。
他的首张专辑《I Gotta Make It》于2005年7月26日发布。在公告牌二百强专辑榜上排名20位，首周销量为40,000份拷贝。在全美，该专辑共售出300,000份拷贝，但并没有得到美国唱片业协会的销量认证。 
崔·頌的首支单曲是同崔斯塔合作的“Gotta Make It”，发布于2005年3月，在公告牌百强单曲榜上位列第87名，在节奏布鲁斯/嘻哈热曲榜上最高到第21名。尽管在节奏布鲁斯/城市音乐社区中获得了一定成功，但是却没能打入主流音乐市场。专辑的第二支单曲为“Gotta Go”，发布于2005年7月，在百强单曲榜上位列第67名，在节奏布鲁斯/嘻哈热曲榜上到了第11名，这首歌曲获得了主流音乐市场的认可。在结束自己首张专辑的推广后，他由出现在崔斯塔的第五张专辑《The Day After》的先发单曲“Girl Tonite”中，该曲大获成功，在百强单曲榜上最高排到第14位，节奏布鲁斯/嘻哈热曲榜则摘得季军。

### 2007–2008年：《Trey Day》

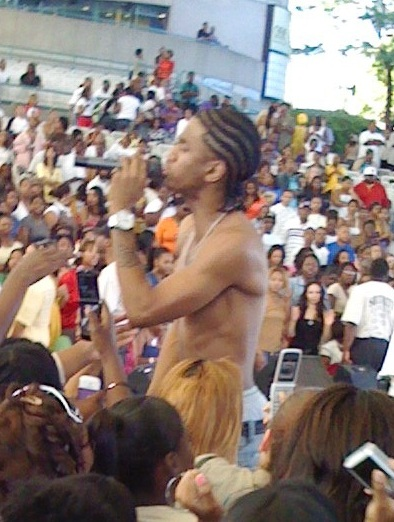
2007年，崔·頌的表演

2006年中，崔·頌开始同老搭档特伊·泰勒筹备自己的第二张专辑，同时请到的还有知名制作人布赖恩-迈克尔·考克斯、Danja、Stargate以及劳·凯利。崔·頌的目标是要让这张专辑更贴近主流音乐。
这张名为《Trey Day》的专辑于2007年10月2日面世。在公告牌二百强专辑榜上位列第11名，首周销量为73,000份。在全美累计销量为400,000份，这也是他第二张未得到美国唱片业协会销量认证的专辑。该专辑原定于5月8日发售，但在首支单曲成绩不佳后，为了等待另一只单曲成功来拉动专辑销量，推迟了发售时间。
他的第二张专辑首支单曲为“Wonder Woman”，发布于2007年2月。在节奏布鲁斯/嘻哈热曲榜上名列第54位，但却没能跻身百强单曲榜。由于这支单曲的失败，专辑的发售不得不推迟。第二支单曲“Can't Help but Wait”于8月发布，该曲还是电影《舞力全開 (電影)》（Step Up 2 the Streets）的原声歌曲。该曲成为崔·頌第一支跻身百强单曲榜前20的歌曲，并推动了第二张专辑的销量。该曲还在2008年第50届格莱美奖上获得了“最佳男性节奏布鲁斯声乐演出”提名。
第三支单曲“Last Tim”发布于2008年1月，在百强单曲榜位列69，在奏布鲁斯/嘻哈热曲榜攀上第9名。第四支单曲“Missin' You”在5月发售，但是却完全没能获得排行榜名次。2008年中，崔·頌获得美国黑人娱乐电视奖“最佳节奏布鲁斯男艺人”的提名。

### 2009–2010年：《Ready》
2008年末，崔·頌开始制作自己的新专辑。在专辑发布前，他先行通过博客于2009年6月发布了名为《Anticipation》的混音带，其中收录了部分来自他第三章专辑的歌曲。另一张混音带问世于2009年夏天，名为《Genesis》，其中收录了他15岁首次录制时的作品，通过这些向他的歌迷展现自己为录制唱片，在年轻时付出的艰辛。
崔·頌于2009年8月31日发布了他的第三张专辑《Ready》。公告牌二百强专辑榜上，该专辑登上第三名，首周售出131,000份拷贝。该专辑在全美售出逾800,000份，于2010年2月获得美国唱片工业协会黄金认证。
该专辑的先行单曲“I Need a Girl”，发布于2009年8月，在节奏布鲁斯/嘻哈热曲榜上达到第5名，在百强单曲榜上名列第59位。一首同德雷克合作的推广单曲“Successful”于2009年6月面世，在百强单曲榜上攀到第17位。这首单曲还收录到了德雷克的EP《So Far Gone》中。
第二支官方单曲为2009年8月的“LOL Smiley Face”，排行榜成绩：百强单曲榜第51位，节奏布鲁斯/嘻哈热曲榜第12位。第三支单曲为“I Invented Sex”，仍是同德雷克合作，发布于2009年10月，在百强单曲榜上位列第42，但是在节奏布鲁斯/嘻哈热曲榜上登顶。第四支单曲，同神奇小子合作的“Say Aah”，在百强单曲榜上最高排到第9名。这是他目前在该榜的最好成绩。第五支单曲为“Neighbors Know My Name”，2010年2月发布。第六支单曲“Yo Side of the Bed”原定于6月发布，但是却因故取消。崔·頌还为Jay-Z的2009年度秋季巡演做开场表演。
在第52届格莱美奖上，该专辑获得“最佳节奏布鲁斯专辑奖”提名，但是败给了碧昂丝的专辑《I Am... Sasha Fierce》。

### 2010年至今：《Passion, Pain & Pleasure》和《Chapter V》
崔·頌的第四张专辑《Passion, Pain & Pleasure》于2010年9月14日发售。该专辑首周销量为240,000份拷贝，在公告牌二百强专辑榜上仅次于林肯公园的专辑《A Thousand Suns》。
第一支單曲和妮琪·米娜合作的“Bottoms Up”，第二支单曲为“Can't Be Friends”。
2012年8月21日，崔·頌发布了自己的第五张专辑《Chapter V》，该专辑以首周135,000份拷贝的销量登顶公告牌二百强专辑榜。

## 音乐作品
专辑：
- 《I Gotta Make It》 （2005）
- 《Trey Day》 （2007）
- 《Ready》 （2009）
- 《Passion, Pain & Pleasure》 （2010）
- 《Chapter V》 （2012）
- 《Trigga》 （2014）

## 影视作品
| 年份 | 片名                                     | 角色    | 注释                               |
| ---- | ---------------------------------------- | ------- | ---------------------------------- |
| 2008 | 媒体女皇（Queen of Media）               | DJ I.V. | 电影                               |
| 2009 | 林肯高地                                 | 本人    | 集名：“Relative Unknown”           |
| 2010 | 牧师之子（Preacher's Kid）               | 小角色  |                                    |
| 2010 | 十七岁年华（When I Was 17）              | 本人    | 采访形式的节目，讲述他17岁时的生活 |
| 2010 | 崔·頌：我的时刻（Trey Songz: My Moment） | 本人    | 采访纪录片，记录他和Jay-Z的巡演    |

## 获奖与提名
| 年份 | 奖名           | 奖项                                              | 结果 |
| ---- | -------------- | ------------------------------------------------- | ---- |
| 2008 | 黑人娱乐电视奖 | 最佳节奏布鲁斯男艺人                              | 提名 |
| 2008 | 格莱美奖       | 最佳男子节奏布鲁斯声乐表演：“Can't Help but Wait” | 提名 |
| 2008 | Ozone奖        | 最佳节奏布鲁斯艺人                                | 提名 |
| 2009 | 灵魂列车奖     | 最佳合作歌曲：“Successful”                        | 提名 |
| 2010 | 葛莱美奖       | 最佳节奏布鲁斯专辑：《Ready》                     | 提名 |
| 2010 | 黑人娱乐电视奖 | 最佳节奏布鲁斯男艺人                              | 獲獎 |
| 2010 | 黑人娱乐电视奖 | 最佳合作曲目：“Say Ahh”（同神奇小子）             | 提名 |
| 2010 | 黑人娱乐电视奖 | 最佳合作曲目：“Successful”（同Drake）             | 提名 |
| 2010 | 黑人娱乐电视奖 | 观众选择奖：“Say Ahh”（同神奇小子）               | 提名 |
| 2011 | 黑人娱乐电视奖 | 最佳节奏布鲁斯男艺人                              | 提名 |
| 2011 | 黑人娱乐电视奖 | 可口可乐观众选择奖 - “Bottom's Up”                | 提名 |
| 2012 | 黑人娱乐电视奖 | 最佳节奏布鲁斯男艺人                              | 提名 |